# Departamento de Calbuco (Llanquihue)
El departamento de Calbuco fue una división político-administrativa de Chile que existió entre 1937 y 1976. Dependía de la provincia de Llanquihue y su cabecera fue la ciudad de Calbuco. 

## Historia
El departamento fue creado el 12 de febrero de 1937, con la promulgación de la Ley 6027 que restableció la provincia de Llanquihue, suprimida en 1928. La provincia de Llanquihue, segregada de la provincia de Chiloé, fue dividida en cuatro departamentos:
- Departamento de Llanquihue
- Departamento de Puerto Varas
- Departamento de Maullín
- Departamento de Calbuco

### Límites
El departamento de Calbuco estaba formado por la comuna-subdelegación de Calbuco. De acuerdo al DFL 8583, esta tenía los siguientes límites:

Al norte, la línea de cumbres que limita por el Sur la hoya hidrográfica del río Maullín, desde las Tres Cumbres hasta la línea recta que une el origen del río Trapén en la laguna del Totoral con el origen del estero del Molino en el lago de las Siete Islas; dicha recta, y el estero del Molino, desde su origen en el lago de las Siete Islas hasta su confluencia con el estero de las Rayas, y la línea de cumbres que limita por el Sur la hoya hidrográfica de los esteros de las Rayas y Traitraco, desde la confluencia del estero de las Rayas con el estero del Molino hasta la desembocadura del estero de Traitraco en el seno de Reloncaví.

Al este, el Seno de Reloncaví, desde la desembocadura del estero de Traitraco hasta el golfo de Ancud.
Al sur, el golfo de Ancud y el canal de Chacao, desde el Seno de Reloncaví hasta el tajamar de Aucú.

Al oeste, la línea de cumbres, desde el tajamar de Aucú sobre el canal de Chacao hasta la línea de cumbres que limita al Sur la hoya del río Maullín. Las islas de Huar y Puluquí y demás adyacentes del archipiélago de Calbuco, pertenecen a esta comuna.
DFL 8583 de 1927

### Administración
La administración estaba en Calbuco. En esta ciudad se encontraban la Gobernación de Calbuco y la Municipalidad de Calbuco, que se encargaba de la administración local.
El departamento —como el resto de los departamentos de Chile— fue suprimido en la década de 1970 debido a la división político administrativa que impulsó la dictadura militar, oficialmente en 1976 con la entrada en vigencia de la X Región y la nueva provincia de Llanquihue.